# Halichaetonotus riedli
Halichaetonotus riedli är en djurart som tillhör fylumet bukhårsdjur, och som beskrevs av Schrom 1972. Halichaetonotus riedli ingår i släktet Halichaetonotus och familjen Chaetonotidae. Inga underarter finns listade i Catalogue of Life.